# وهيبة فارع
وهيبة فارع هي أكاديمية سياسية يمنية ووزيرة سابقة في الحكومة اليمنية. اسمها الكامل وهيبة غالب فارع الفقيه، عُينت وزيرة لحقوق الإنسان في الحكومة التي شُكلت عام 2001، لتصبح أول وزيرة امرأة في البلاد. أسست جامعة الملكة أروى، وكانت أول رئيسة جامعة خاصّة في اليمن، عام 1996 كما تم تعيينها عميدةً للمعهد الوطني للعلوم الإدارية في اليمن المعني بتأهيل القيادات الإدارية العلياء للدولة اليمنية 2006-2011 وبعدها تفرغت للعمل رئيسةً لمجلس أمناء جامعة أروى كما قامت بتأسيس منتدى الحوار والتنمية وترأسته منذ العام 2014 بالإضافة إلى عملها حالياً كأستاذ باحث وكاتب سياسي ومحاضرة في العديد من الجامعات وإدارتها العديد من المراكز البحثية المتخصصة.

## السيرة الدراسية (التعليم)
حازت شهادة الليسانس في الآداب من جامعة صنعاء عام 1976، ودبلوم عالي في التربية من جامعة عين شمس عام 1979، وحصلت على ماجستير في التربيّة في تخصّص أصول التربيّة وعلم الاجتماع التربوي عام 1983 وفي عام 1987 حصلت على درجة الدكتوراه في التربيّة في التخطيط التعليميّ من جامعة عين شمس. شغلت عدّة مناصب من بينها، أستادة مشاركة بقسم أصول التربيّة جامعة صنعاء عام 1992، أستاذ مشارك بقسم دراسات المرأة جامعة صنعاء 1993، أستاذ متفرغ بقسم أصول التربيّة جامعة صنعاء 1999.
عملت في التدريس والإدارة وانخرطت في المجالات الاجتماعية والأنشطة النسوية والحقوقية داخليا وخارجيا وانضمت إلى العديد من المؤسسات والنقابات التربوية والسياسية منها الاتحاد العربي للمعلمين العرب والجمعية الدولية للمناهج، ومراكز دراسات وبحوث المرأة والاتحاد العام لنساء اليمن واللجنة الوطنية للمرأة، واللجنة الوطنية لحقوق الإنسان كما عملت وكيلا لكلية التربية ونائبا للعميد بجامعة صنعاء سنة 1992م ورئيسة لجامعة الملكة أروى سنة 1996م ووزيرة لحقوق الإنسان سنة 2001م وعميدة للمعهد الوطني للعلوم سنة 2007م.

## مؤتمرات نظمتها وترأستها
نظمت وترأست العديد من المؤتمرات أهمها:
- مؤتمر التعليم العالي الأهلي في صنعاء عام 2000.[8]
- المؤتمر السابع للقيادات الإدارية عام 2007.
- المؤتمر الاكاديمي لدعم الحوار الوطني عام 2013.[9]

## المؤلفات والأبحاث والدراسات
لها العديد من الكتب التعليمية والسياسية والتنموية ودور المرأة في المجتمع اليمني مثل:
- تعليم البنات بين الأحجام وتكافؤ الفرص التعليمية 1983م.
- التعليم العالي والتنمية في اليمن في ضوء الاحتياجات المجتمعية جامعة صنعاء 1988م.
- الأهداف التعليمية في المجتمع اليمني وعلاقتها بتطوير التعليم" 1989م.
- تطور تعليم الإناث في المجتمع اليمني 1990م.
- تعميم التعليم الأساسي في المجتمع اليمني 1991م.
- المرأة والديمقراطية في المجتمع اليمني 1993م.
- تعليم المرأة ودوره في التنمية الاجتماعية والاقتصادية 1993م.
- المرأة اليمنية والمشاركة السياسية 1995م.
- السلوك الديمغرافي وأثاره على السياسات السكانية في الجمهورية اليمنية – 1998.
- حقوق الطفل في العالم العربي دراسة حالة على المجتمع اليمني 1999.
- عمالة الأطفال في اليمن دراسة ميدانية 2000 .
- نحو رؤية إستراتيجية للإصلاح الإداري، نحو المؤتمر السابع للقادة الإداريين، صنعاء 2007.
- اخلاق الوظيفة العامة واثرها في مكافحة الفساد، صنعاء 2008.
- نظام الأجور والمرتبات واثره على الرضاء الوظيفي، دراسة تطبيقية في وحدات الخدمة العامة في الجمهورية اليمنية، صنعاء 2008.

## مشاركاتها
شاركت في العديد من المؤتمرات في مجالات التنمية الحكم الرشيد والإدارة والتغييرات الديمقراطية، وعددا من المؤتمرات الخاصة بالامم المتحدة ولجانها المختلفة كاللجنة الدولية لحقوق الإنسان وحقوق المرأة كالمؤتمر الدولي للمرأة ومؤتمرات رابطة المرأة العربية وشاركت في عدد من مؤتمرات التعليم العالي العربية أسست وترأست إدارة تعليم البنات في وزارة التربية والتعليم اليمنية عام 1976م وساهمت في تأسيس قسم أصول التربية في كلية التربية جامعة صنعاء 1983م. ومشروع تطوير كليات التربية اليمنية مع البنك الدولي. صنعاء 1980كما أسست المعهد اليمني الدولي للغات في مايو 1989م. وبرنامج الدراسات العليا ف كلية التربية جامعة صنعاء 1990م وشاركت في إنشاء مركز دراسات وبحوث المرأة في كلية الآداب جامعة صنعاء 1993م. وساهمت في تأسيس عدد من الجمعيات الثقافية والطوعية النسائية اليمنية كجمعية الإخاء العربي وجمعية المرأة اليمنية والاتحاد العام لنساء اليمن، واللجنة الوطنية للمرأة اليمنية.
حصلت على الصفة الاستشارية في العديد من المؤسسات التربوية اليمنية والعربية والدولية. منها اللجنة العليا لدراسات المرأة بوزارة الشؤون الاجتماعية والعمل واللجنة التحضيرية للأعداد للمؤتمر العالمي الرابع للمرأة في 1995م. ولجنة دعم تعليم الفتاة في الدول العربية 1993م واللجنة الدولية غير الحكومية لحقوق الطفل جنيف 1997-2001م والمجلس الأعلى للسكان والمجلس الأعلى للأمومة والطفولة 1996. واللجنة العليا لحقوق الإنسان 1999.

## أهم مؤلفاتها

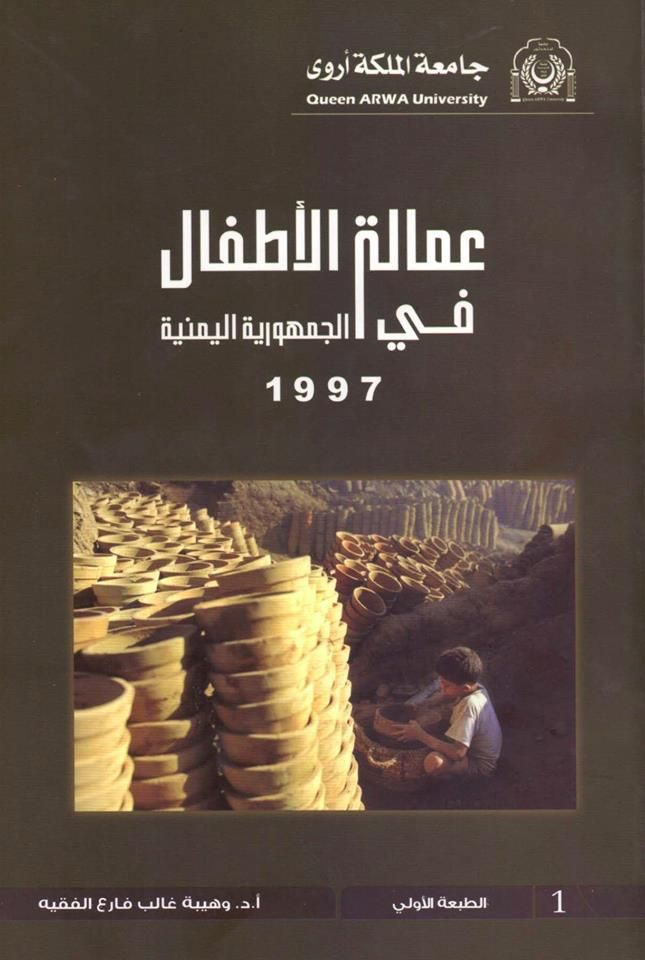
كتاب عمالة الاطفال في الجمهورية اليمنية
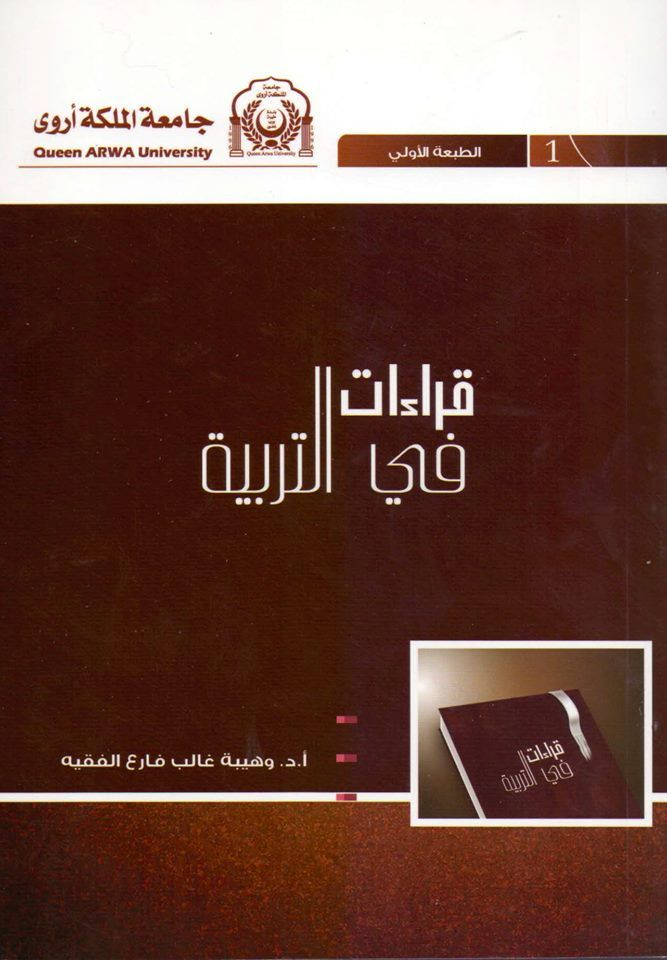
كتاب قراءات في التربية
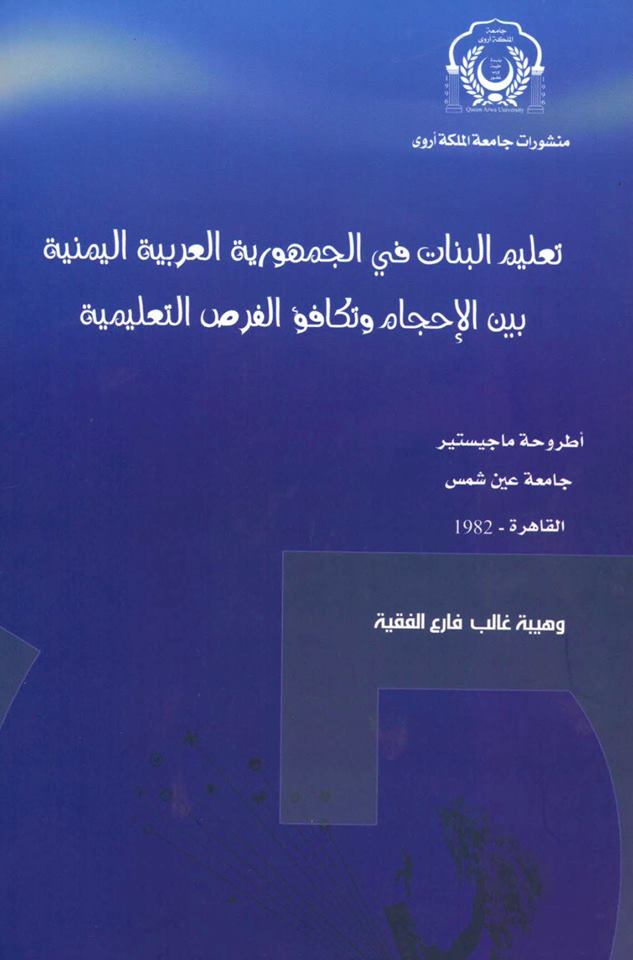
كتاب تعليم البنات في الجمهورية اليمنية بين الاحجام والتكافؤ